# Districtul Bicske
Bicske (în maghiară Bicskei járás) este un district în județul Fejér, Ungaria.
Districtul are o suprafață de 520,1 km2 și o populație de 34.597 locuitori (2013).